# カルティッシモ
カルティッシモ（Quartissimo）は、弦楽四重奏団であり、ジガ・ツェラル（Žiga Cerar、第1ヴァイオリン）、マテヤシュ・ボガタイ（Matjaž Bogataj、第2ヴァイオリン）、ルケ・ドゥカリッチ（Luke Dukarić、ヴィオラ）、サモ・デルヴィシッチ（Samo Dervišić、チェロ）の4人から成る。メンバーたちはいずれも若いが、それぞれソロあるいは他の楽団で音楽家としての経験をつんできており、国内外で演奏してきた。メンバーはいずれもヴァイオリン音楽学校を卒業し、一部はさらにスロベニア・フィルハーモニーに在籍した。彼らは楽曲「Love Symphony」で、モスクワで行われるユーロビジョン・ソング・コンテスト2009にてスロベニア代表として参加する。曲の作曲・作詞はアンドレイ・バビッチ（Andrej Babić）であり、バビッチは2003年のクロアチア代表、2005年のボスニア・ヘルツェゴビナ代表、2007年のスロベニア代表、2008年のポルトガル代表のユーロビジョン参加曲を制作している。
参加曲「Love Symphony」は楽器のみの曲として制作されたが、ユーロビジョンの規定では参加曲は全て歌でなければならないため、ゲスト歌手としてマルティナ・マイェルレ（Martina Majerle）を加えた。マイェルレは過去に3回、2003年のクロアチア、2007年のスロベニア、2008年のモンテネグロのユーロビジョン参加時にバック・ヴォーカルとして参加している。